# غليكوسيد قلبي

مثال على التركيب الكيميائي للأولياندرين، واحدة من غليكوزيدات القلب

غليكوسيد قلبي أو غليكوسيدات القلب (بالإنجليزية: Cardiac glycoside)‏؛ هي غليكوسيدات نباتية تستخدم في علاج قصور القلب الاحتقاني وببعض حالات عدم انتظام ضربات القلب ولزيادة انقباض عضلة القلب. مصادرها مثل الغليكُوسيدات العديدة التي يحصل عليها من مصادر النبات من المركبات الثانوية وجليكوسيد في بعض النباتات كالدفلى, وأيضا كذلك تستخرج من بعض الحيوانات، مثل فراشة الصقلاب.

## الوظيفة
الاستخدامات العلاجية للغليكوسيدات القلبية تنطوي أساسا على علاج قصور القلب. فائدتها عن طريق زيادة قوة انقباض القلب. من خلال زيادة الكالسيوم داخل خلايا القلب كما هو موضح أدناه، تعمل غليكوسيدات القلب على زيادة الكالسيوم الناجم عن إطلاق سراح الكالسيوم، وبالتالي يؤدي للانقباض.
الأدوية مثل الديجوكسين وابائين هي من غليكوسيدات القلب. يستخرج الديجوكسين من نبات الديجيتال الصوفي، في حين يتم استخدام ابائين تجريبيا فقط بسبب قوتها العالية للغاية.
وتستند آلية العمل على تثبيط عمل مضخة الصوديوم والبوتاسيوم وبالتالي الزيادة من تركيز الكالسيوم داخل عضلة القلب.

## الآثار الجانبية
- غثيان
- القيء
- الإسهال
- على الرغم من استخدامها لتصحيح عدم انتظام ضربات القلب من الرجفان الأذيني، إلا أن الجرعات العالية قد تسبب الرجفان البطيني
- وفي حالات قد تسبب الارتباك العقلي والهلوسة وخلل بالرؤية.[4]